# بانوی گوآدالوپه‌ای ما
بانوی گوآدالوپه‌ای ما (اسپانیایی: Nuestra Señora de Guadalupe‎) که با عنوان دوشیزه گوادالوپه (اسپانیایی: Virgen de Guadalupe) نیز شناخته می‌شود، عنوانی کاتولیک برای مریم مقدس است که با چهار تجلی مریم برای خوان دیه‌گو و یک ظهور برای عموی او، خوان برناردینو، در دسامبر ۱۵۳۱ مرتبط است؛ زمانی که سرزمین‌های مکزیک بخشی از امپراتوری اسپانیا بودند.
تصویری مورد احترام از این ظهور که بر روی ردایی (تیلماتلی) نقش بسته، در زیارتگاه بانوی گوآدالوپه‌ای ما در مکزیکوسیتی نگهداری می‌شود.
پاپ لئون سیزدهم در ۸ فوریه ۱۸۸۷ فرمان تاج‌گذاری شرعی برای این تصویر را صادر کرد. آیین تاج‌گذاری در ۱۲ اکتبر ۱۸۹۵ توسط اسقف اعظم پیشین مکزیک، «پروسپرو آلارکون ئی سانچس دِ لا بارکرا» اجرا شد. پاپ پل ششم در ۶ اکتبر ۱۹۷۶ این زیارتگاه را از طریق فرمان پاپی با عنوان «آن معبد مقدس» به مرتبه باسیلیکای کوچک ارتقا داد. این مکان، پربازدیدترین زیارتگاه کاتولیک در جهان و سومین مکان مقدس پربازدید در سطح جهان است.